# Agnes Strickland
Agnes Strickland, född 19 augusti 1796, död 8 juli 1874, var en brittisk författare och poet.
Strickland var en av tre döttrar till Thomas Strickland och Elizabeth Homer. De två andra, Susanna Moodie och Catharine Parr Traill, var också författare, kända för att skriva om sitt liv i det tidiga Kanada.
Strickland utbildades tidigt av sin far och inledde sin litterära karriär genom att skriva poesi. Hon fortsatte senare med att skriva historiska berättelser om bland annat kungar och drottningar i England.